# Adesmia argyrophylla
Adesmia argyrophylla är en ärtväxtart som beskrevs av Rodolfo Amando Philippi. Adesmia argyrophylla ingår i släktet Adesmia och familjen ärtväxter. Inga underarter finns listade i Catalogue of Life.